# Llop
|  | Per a altres significats, vegeu «Llop (desambiguació)». |

El llop (Canis lupus) és una espècie de mamífer carnívor originari d'Euràsia i Nord-amèrica. Es tracta del cànid vivent més gros, amb un pes mitjà de 40 kg en els mascles i 37 kg en les femelles. De mitjana, els llops tenen una llargada de 105-160 cm i una alçada a la creu de 80-85 cm. A banda de la mida, el llop es diferencia de les altres espècies de Canis per les orelles menys punxegudes, el musell més rom, el tors més curt i la cua més llarga. Tanmateix, el llop i espècies més petites de Canis, com ara el coiot i el xacal comú, tenen una similitud genètica suficient per reproduir-se i tenir híbrids fèrtils. El pelatge tigrat dels llops generalment es compon d'elements blancs, marrons, grisos i negres. Se'n reconeixen fins a 38 subespècies, incloent-hi el gos.
El llop és l'espècie del gènere Canis més especialitzada en la caça cooperativa, amb tot un conjunt d'adaptacions físiques per atacar preses grosses, un marcat comportament social i grans capacitats comunicatives.
Antigament els llops eren abundants i habitaven Nord-amèrica, Euràsia i l'Orient Pròxim (i Oceania si es considera el dingo un llop), però per una sèrie de raons relacionades amb l'ésser humà, incloent-hi la caça, actualment els llops habiten una zona molt més reduïda de la que havien arribat a ocupar. Aquesta caça és per evitar que els llops es mengin les ovelles i també per esport. Encara que està classificat com una espècie poc amenaçada, en algunes zones, com als Estats Units continentals, estan classificats com a espècie amenaçada o en perill.
El llop, essent un depredador, és una part important dels ecosistemes als quals pertany. Els llops són animals molt adaptables que poden viure en boscos, muntanyes, tundres, taigàs i praderies.

## Anatomia, fisiologia i reproducció

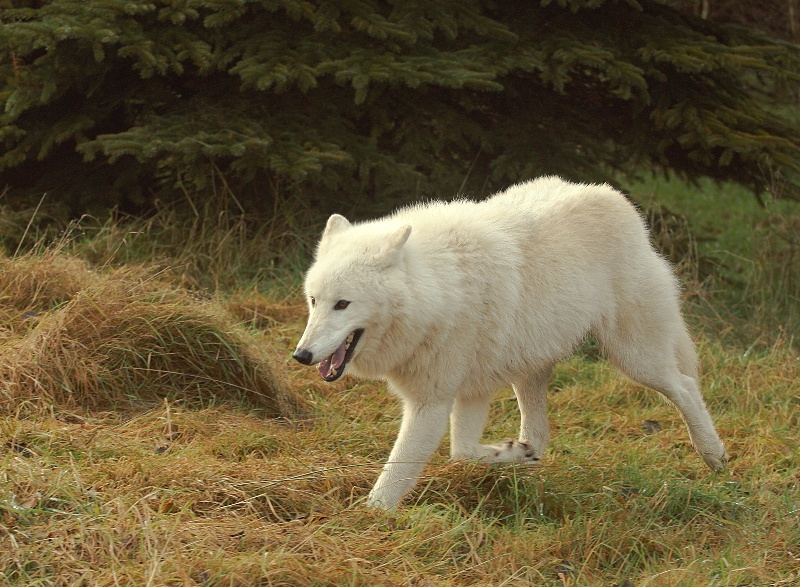
Canis lupus arctos

### Trets i adaptació

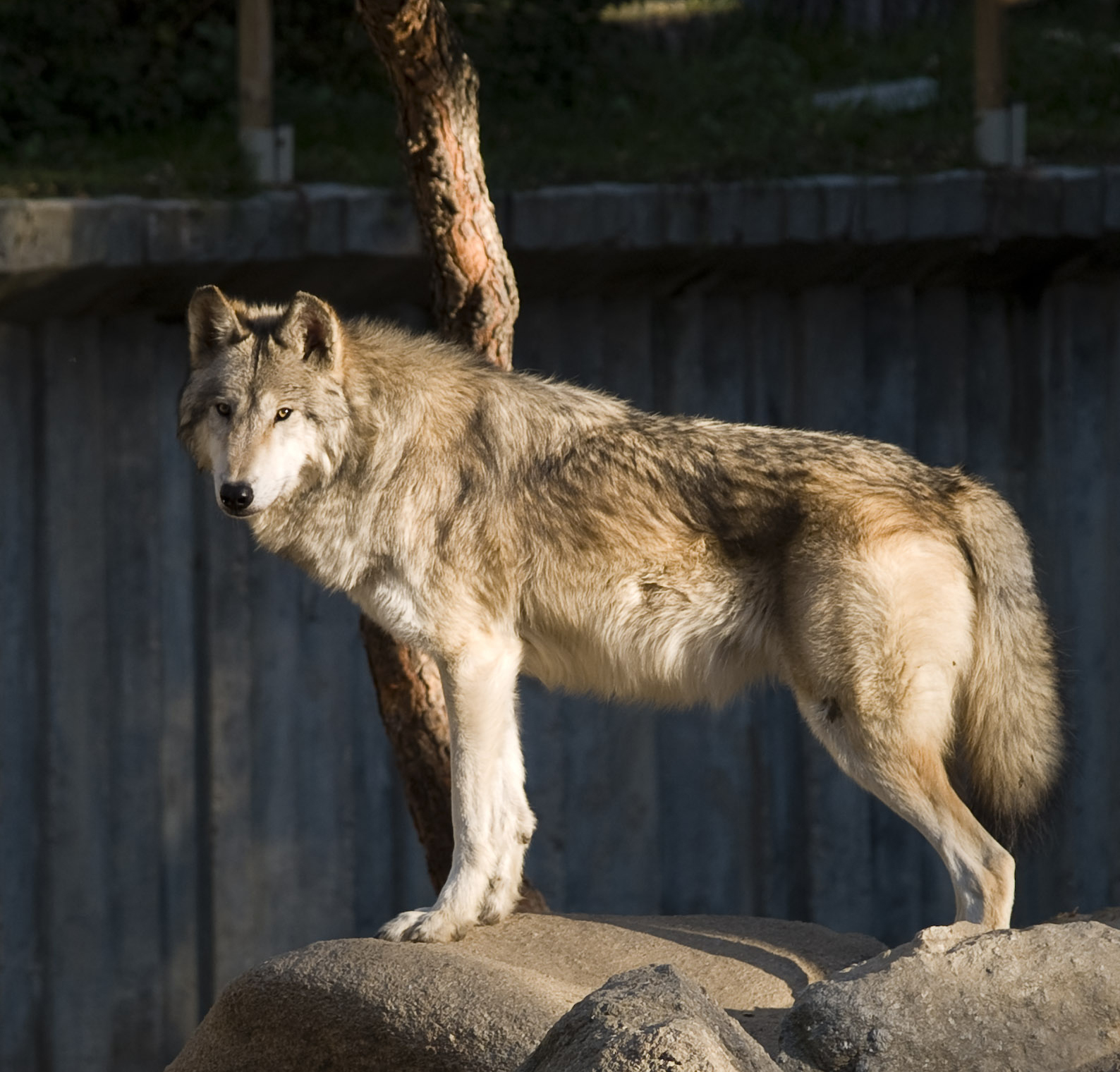
Canis lupus occidentalis

Tot i que els orígens del llop encara són debatuts, teories recents diuen que les espècies primer evolucionaren al sud-est asiàtic durant el Plistocè. Les anàlisis d'ADN mitocondrial de les subespècies asiàtiques permeten als científics establir un punt en el qual el llinatge dels llops s'originà. Les espècies asiàtiques daten de fa 800.000 anys, mentre que les europees i les nord-americanes són de fa 150.000 anys.
El pes i la mida del llop pot variar considerablement al llarg del món i (com en altres espècies) tendeix a incrementar-se proporcionalment amb la latitud. L'altura és generalment de 0,6-0,9 metres fins a l'espatlla i un pes d'entre 32 i 62 kg. Encara que no se'n veuen gaire, hi ha llops de més de 77 kg trobats a Alaska i al Canadà. El llop salvatge més pesant, que fou mort a Alaska el 1939, pesava 80 kg. Hi ha alguns casos sense confirmar de llops caçats al nord-est de Rússia que arribaven als 100 kg. Els llops més petits són de les subespècies dels llops àrabs. Les femelles poden pesar 10 kg en la maduresa. Les femelles en una població així pesen aproximadament 20% menys que els mascles. Els llops poden mesurar d'1,3 a 2 metres del musell fins a la cua. La cua és aproximadament la quarta part de la longitud total del cos.
Els llops tenen les característiques ideals per fer viatges llargs. El seu pit estret i la seva potent esquena i unes fortes cames faciliten una locomoció eficient. Són animals capaços de recórrer diversos quilòmetres trotant a una velocitat de 10 km/h i poden arribar a velocitats puntuals de 65 km/h en una persecució. Mentre corren poden fer salts de cinc metres. Les potes dels llops estan fetes per caminar amb facilitat per una àmplia varietat de terrenys, especialment neu. Tenen una petita membrana entre cada dit, cosa que els permet moure's per la neu amb més facilitat que les seves preses. Els llops són digitígrads i aquest fet els permet distribuir el seu pes adequadament a les superfícies nevades. Les potes davanteres són més llargues que les de darrere i tenen un dit vestigial, que no existeix a les potes de darrere, sent les seves grapes de color fosc i no retràctils. Pèls estarrufats i urpes contundents milloren l'aferrament en superfícies relliscoses i vasos sanguinis especials eviten que els coixinets de les potes es refredin. Unes glàndules els ajuden a moure's per grans extensions mentre informa els altres sobre el seu parador.

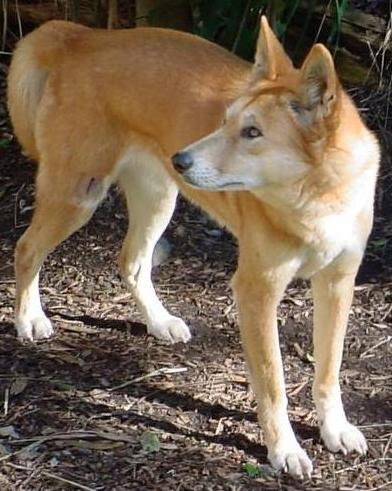
Canis lupus dingo

En algunes ocasions el llop pot semblar més pesant del que és realment a causa del seu voluminós pelatge, compost per dues capes. La primera capa s'utilitza per repel·lir l'aigua i la brutícia. La segona és un dens subpelatge resistent a l'aigua que aïlla el llop. L'animal es converteix en una gran mata de pèl al pas de la primavera a l'estiu. Un llop es frega normalment contra objectes com roques i branques per perdre pelatge. El subpelatge normalment és gris sense tenir en compte l'aparença del pelatge exterior. Els llops tenen diferents pelatges durant l'hivern i l'estiu que alternen la primavera i la tardor. A diferència dels mascles, les femelles tendeixen a conservar els seus pelatges hivernals després de la primavera.
Els colors varien: van des del gris al gris marró, passant per totes les gammes de colors canines (blanc, vermell, marró i negre). Aquests colors tendeixen a barrejar-se en moltes poblacions per formar individus predominantment mesclats, encara que no és infreqüent que un individu o una població sencera sigui del mateix color (normalment tots negres o tots blancs). El color del pelatge a vegades correspon amb l'ambient en què una població de llops viu. Per exemple, els llops blancs són molt més comuns a àrees nevades. Amb el creixement van adquirint un to grisós en el pelatge. Normalment es creu que la coloració del pelatge del llop serveix com a mecanisme de camuflatge. Això no és del tot correcte. Alguns científics han demostrat que la barreja de colors té més a veure amb emfasitzar gestos, com el maquillatge que fan servir alguns humans. Quan neixen, els cadells tendeixen a tenir el pelatge més fosc i ulls blaus que es tornen de color groc-daurat o taronges quan tenen 8-16 setmanes. Encara que és extremadament inusual, és possible que un adult tingui els ulls blaus.

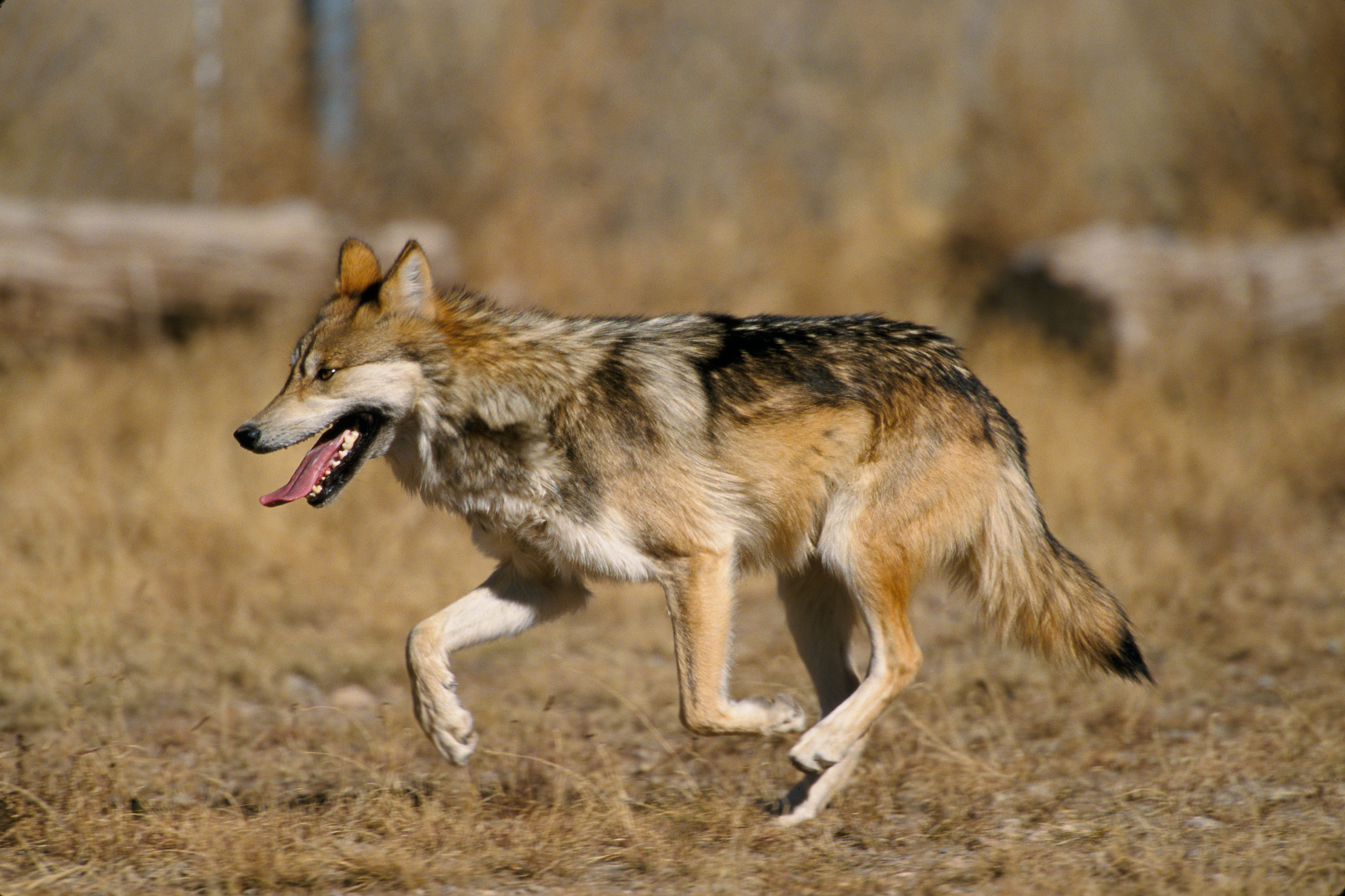
Canis lupus baileyi

Els seus llargs i poderosos musells ajuden a distingir-los dels coiots i dels xacals, que tenen els musells més estrets i dels gossos que generalment els tenen més petits. Els llops també es diferencien en certes dimensions cranials, tenint un angle orbital més petit que, per exemple, els gossos (> 53 graus dels gossos comparats amb els < 45 graus dels llops) i comparativament amb més capacitat cerebral, essent la volta craniana 20% més gran. La grandària de les potes, ulls grocs i dents més grosses ajuden a distingir els llops d'altres canidae, particularment gossos. Existeix una glàndula olorífica present a la base de la cua dels llops, que els gossos no tenen, la qual cosa confereix a cada individu un rastre aromàtic únic, que permet identificar-se entre ells. Els llops i la majoria dels gossos de grans dimensions comparteixen una dentadura idèntica: el maxil·lar superior té sis incisius, dos canins, vuit premolars i quatre molars. El maxil·lar inferior té sis incisius, dos canins, vuit premolars i sis molars. Els quatre premolars superiors i els primers molars inferiors constitueixen les dents carnasials, que són eines essencials per tallar carn. Les llargues dents canines també són molt importants, ja que estan dissenyades per mantenir i contenir la presa. Per tant, qualsevol lesió a la mandíbula o a les dents pot ser devastadora per a un llop, destinant-lo a la inanició o a la incapacitat.

### Cria i cicle de vida

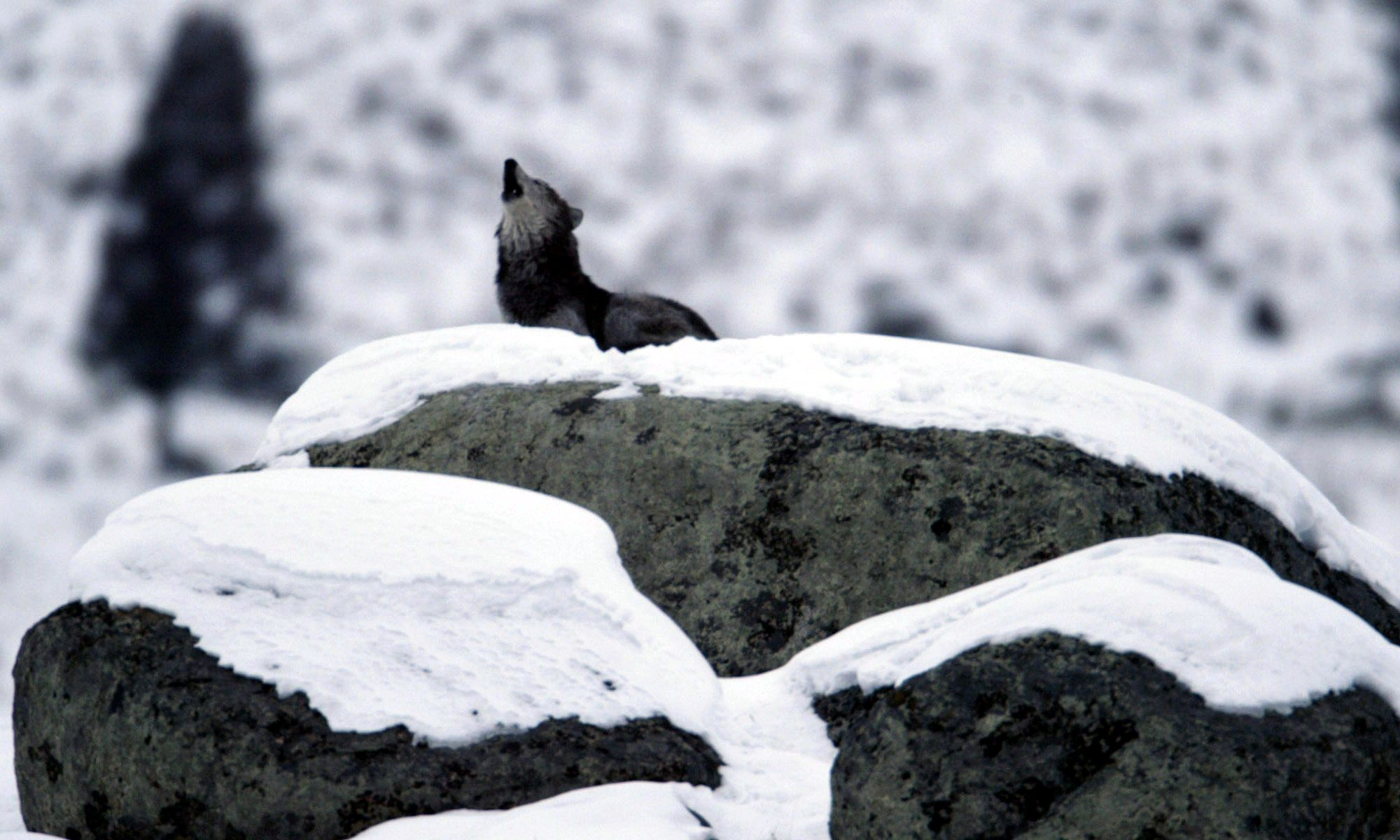
Llop udolant

Normalment, només la parella alfa de la llopada es reprodueix. L'aparellament té lloc entre el gener i l'abril— com més alta la latitud, més tard. Una llopada generalment té una sola ventrada, llevat que el mascle alfa s'aparelli amb una o diverses femelles subordinades. En circumstàncies normals la femella alfa mira de dominar les altres femelles en l'època d'aparellament, mantenint-les allunyades del mascle alfa.
El període de gestació dura 60-63 dies. Els cadells, dits llobatons, llobatins, llobarrons/lloparrons, llobarrets o llobets amb un pes de 0,5 kg, neixen cecs, sords i depenen de la seva mare. Neixen entre un i catorze cadells per ventrada, que resideixen a la llodriguera fins que tenen tres setmanes d'edat. La llodriguera està situada normalment en terres altes a prop d'una font d'aigua i té una petita «cambra» oberta a la fi d'un túnel. Durant aquest temps, els cadells es fan cada vegada més independents i comencen a explorar els voltants de la llodriguera que deixaran quan tinguin cinc setmanes d'edat.
Durant les primeres quatre o cinc setmanes de vida, els cadells comencen a apropar-se a l'entrada del cau i en un parell de setmanes s'atreviran a allunyar-se per a començar les seves petites exploracions, començant a cercar sempre quelcom de comestible.

## Països Catalans
Com a superdepredador, el llop comparteix el mateix estadi ecològic que els humans. Els canvis en la disponibilitat de recursos alimentaris del llop (grans i petits herbívors) al llarg d'Europa ben entrada l'edat moderna pressionà cada cop més als llops a alimentar-se d'animals domesticats (ovelles, gossos…) entrant en competència directa amb l'activitat ramadera. A Espanya el 27 de gener de l'any 1788 es publicà una Reial Cèdula de Carles III, a rau d'un expedient realitzat pel comte de Campomanes, també president de la Mesta, sobre extermini de llops, guilles, genetes, gats mesquers i linxs entre d'altres. En aquest document oficial s'estableix la realització de dues batudes anuals contra aquests animals, una el gener i l'altra el setembre o l'octubre, en cada partit de corregiment amb les despeses a càrrec del municipi. A banda la mort de cada llop es premiava amb diners, prèvia entrega de la pell, les potes i el cap al jutge de corregiment per tal d'evitar frau. Pocs anys després la Reial Cèdula de 1788 fou modificada per Carles IV, abolint les batudes, per improductives i duplicant el preu dels premis a l'entrega dels animals (1795). Pagant-se entre 22,2 i 145,2 rals, segons si es tractava d'una cria o d'una femella amb ventrada. El 1808 amb el premi de capturar una lloba es podia adquirir 16 dotzenes d'ous, bé relativament car en la societat agrària d'aquell temps.

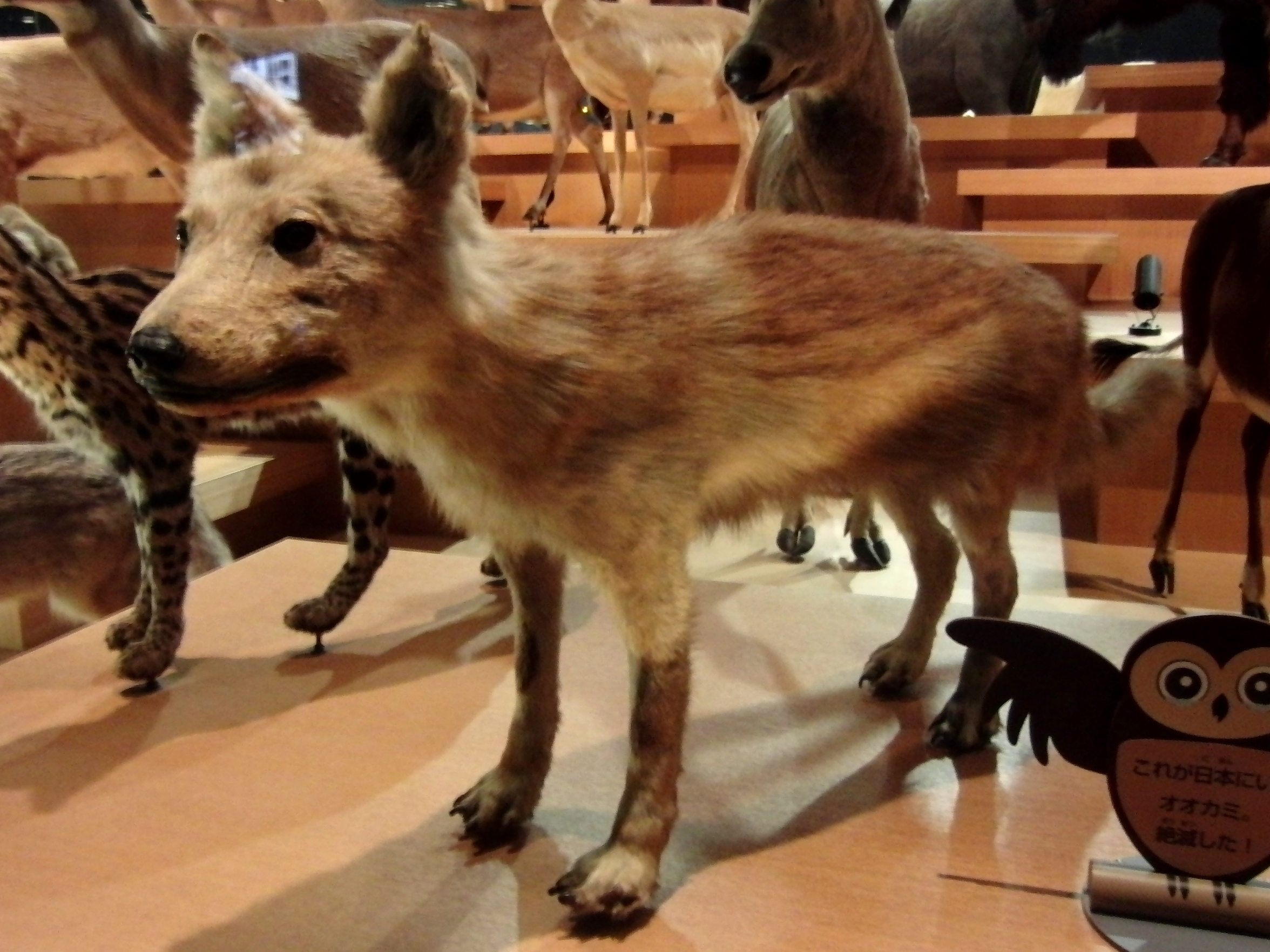
Canis lupus hodophilax

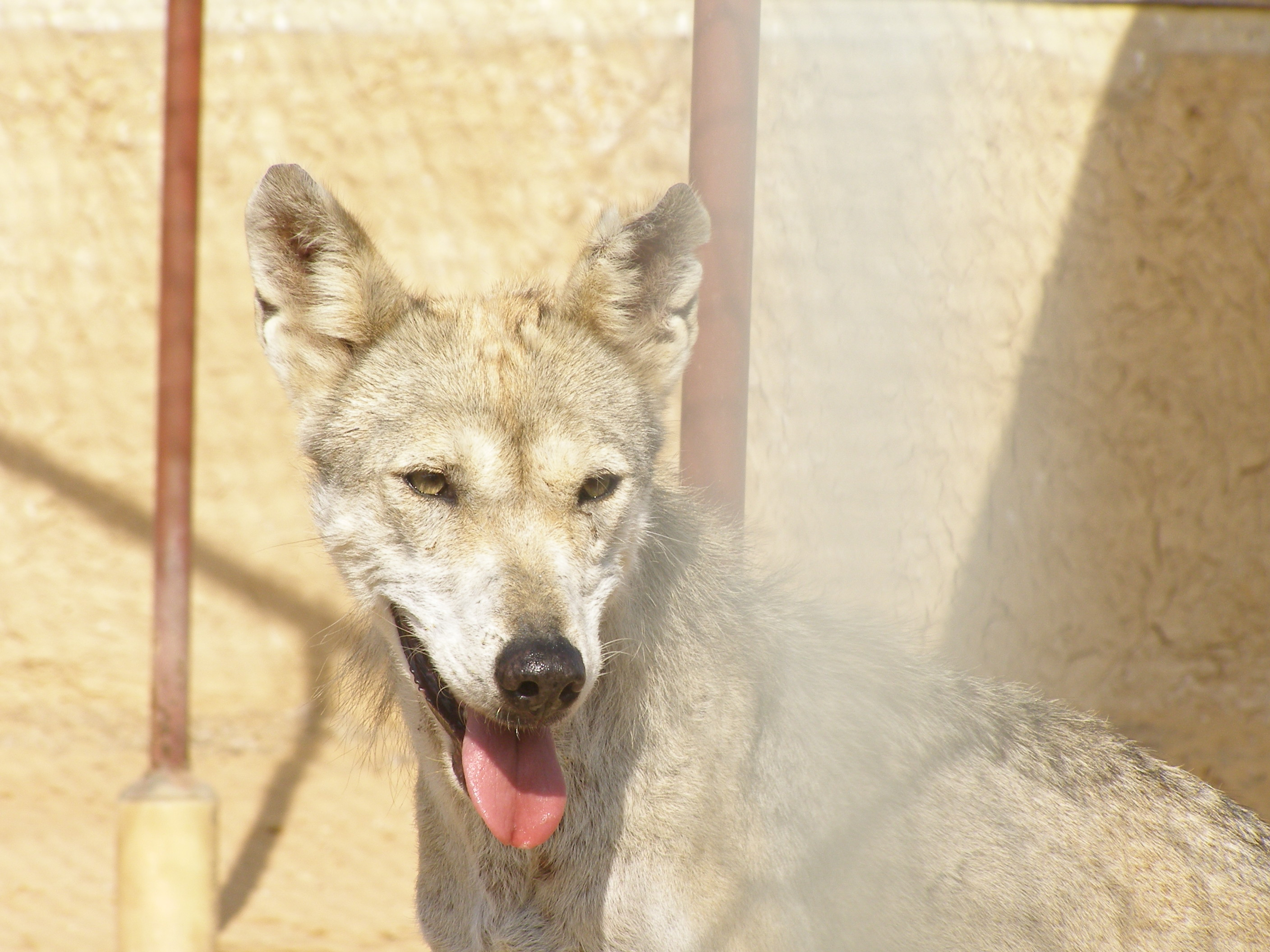
Femella de Canis lupus arabs

Al corregiment de Girona les captures foren anotades en llibres d'actes aixecades davant de notari, pel que es coneixen indirectament les variacions en la mida de les poblacions a partir de les captures realitzades. Així doncs, entre el segle xviii i el xix, s'estima que en aquest corregiment la població de llops s'hauria reduït en dues vegades i mitja. Quan es té constància de la professió de la persona que presenta les captures, és palès que no eren realitzades per professionals («llobers»), sinó principalment pels mateixos implicats en els danys causats pel llop (ramaders), per altres persones implicades amb el treball agrícola (jornalers) i eventualment persones amb altres professions. L'elevat preu que es pagava per la peça era una ajuda suplementària en les èpoques de l'any en què les rendes procedents del treball al camp eren minses.

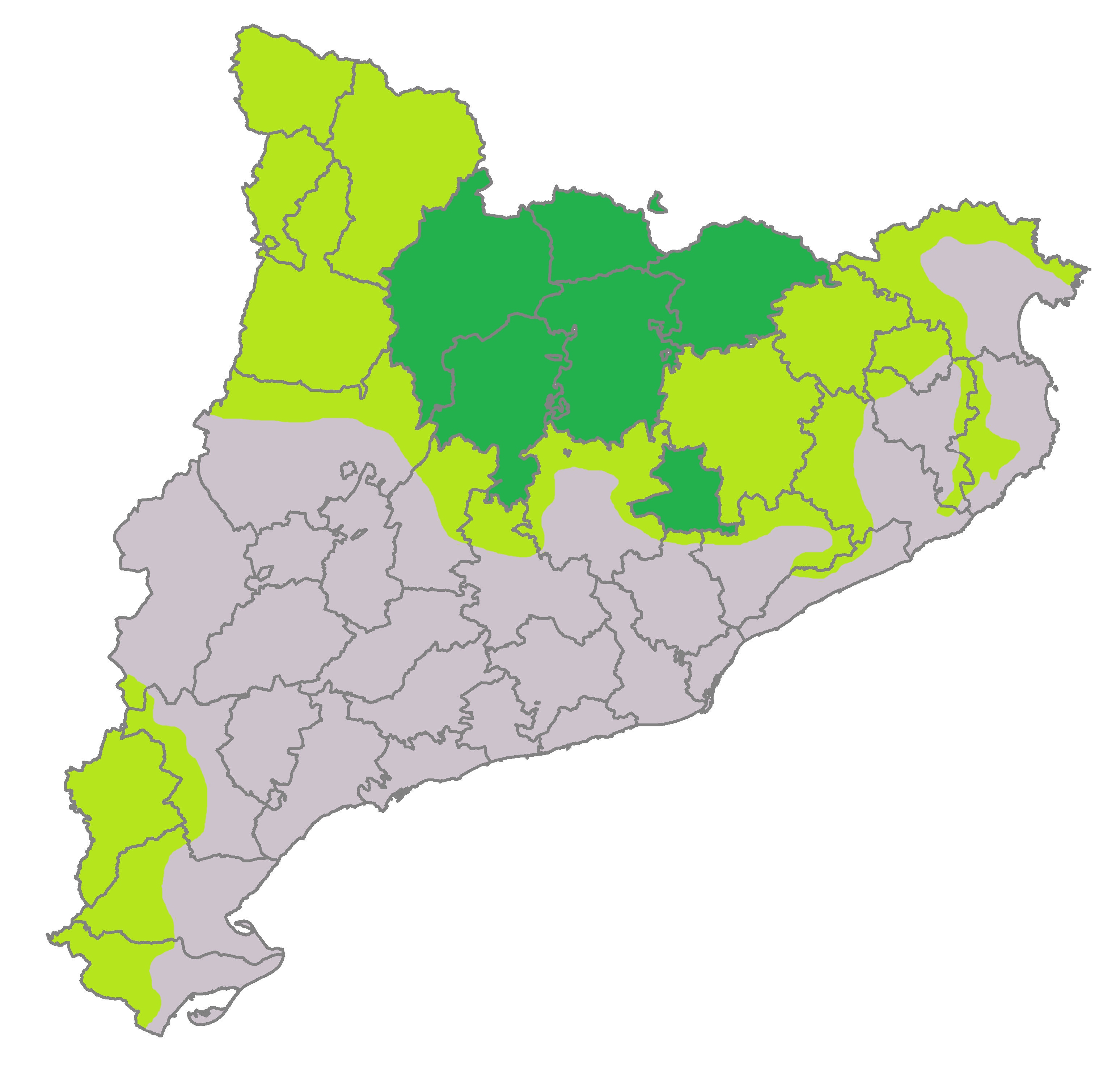
Distribució de llop a Catalunya.
Comarques amb presència del llop
Projecció de les comarques i/o territoris que comptarien amb la presència del llop l'any 2020

Durant la segona meitat del segle xix a Catalunya el llop fou perseguit fins a la seva pràctica extinció. Sembla que fou durant la tercera guerra carlina (1872 - 1876) quan foren abatuts els darrers exemplars dels quals es té constància, una femella amb cria, a la zona de la Lluera, Mont-ral, l'any 1875. Tanmateix, al Matarranya (Franja de Ponent) es troba documentació sobre la captura dels darrers exemplars a principis de segle xx  i a la Terra Alta se'n capturà un exemplar el 1935 .
Més recentment, l'any 1999 apareix un llop a la Catalunya Nord, a la serra de Madres. Ja el 2004 es fa pública la presència del llop al Parc Natural del Cadí-Moixeró i el 2008 a la Cerdanya.
El març del 2010 es fa pública la presència de sis llops diferents, corresponents a mostres preses el 2008, un dels quals podria ser una femella detectada al Parc Natural del Cadí-Moixeró. A l'abril del 2011 es fa pública la presència de llops més al sud a la zona de Castellterçol i altres localitats del Moianès i es produeixen atacs a alguns ramats. El Departament d'Agricultura, Ramaderia, Pesca, Alimentació i Medi Natural havia identificat un mínim de tretze llops a Catalunya. Arran d'aquests atacs, la Direcció General de Medi Natural ha proporcionat cadells de mastí dels Pirineus que proporcionin protecció als ramats. De totes maneres, Jordi Ruiz, representant de Medi Natural, comunicà que «la Generalitat no treballa en plans de reintroducció», tot i que recalcà que «sabem que el llop pot tenir efectes positius controlant les poblacions d'ungulats: senglars, cabirols, daines, muflons…»
El 2011 es varen fer set observacions confirmades a prop de Setcases i al Ripollès, el 2013 va ser fotografiat i el 2014 varen fer-li fotos de qualitat a la rodalia de Queralbs.
Durant el 2015 es feren nou noves fotografies d'exemplars de llop a Catalunya, sis al Ripollès i tres a la Cerdanya. Tots els exemplars eren d'origen francoitalià (Canis lupus italicus). També se n'observaren a la resta de comarques amb la presència confirmada: l'Alt Urgell, el Solsonès, el Moianès i el Berguedà.

## Subespècies
- Canis lupus albus (Kerr, 1792)

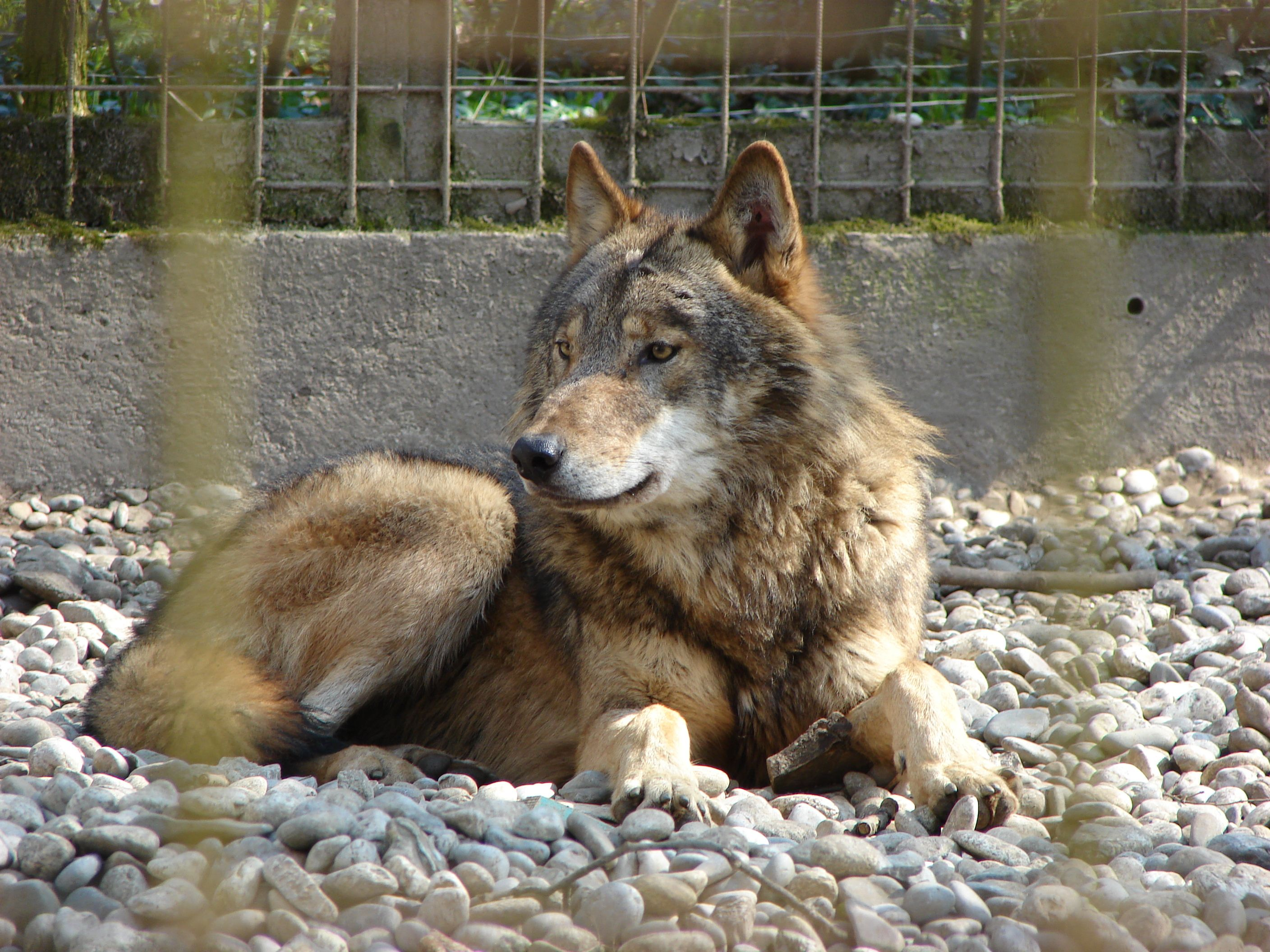
Llop algonquí

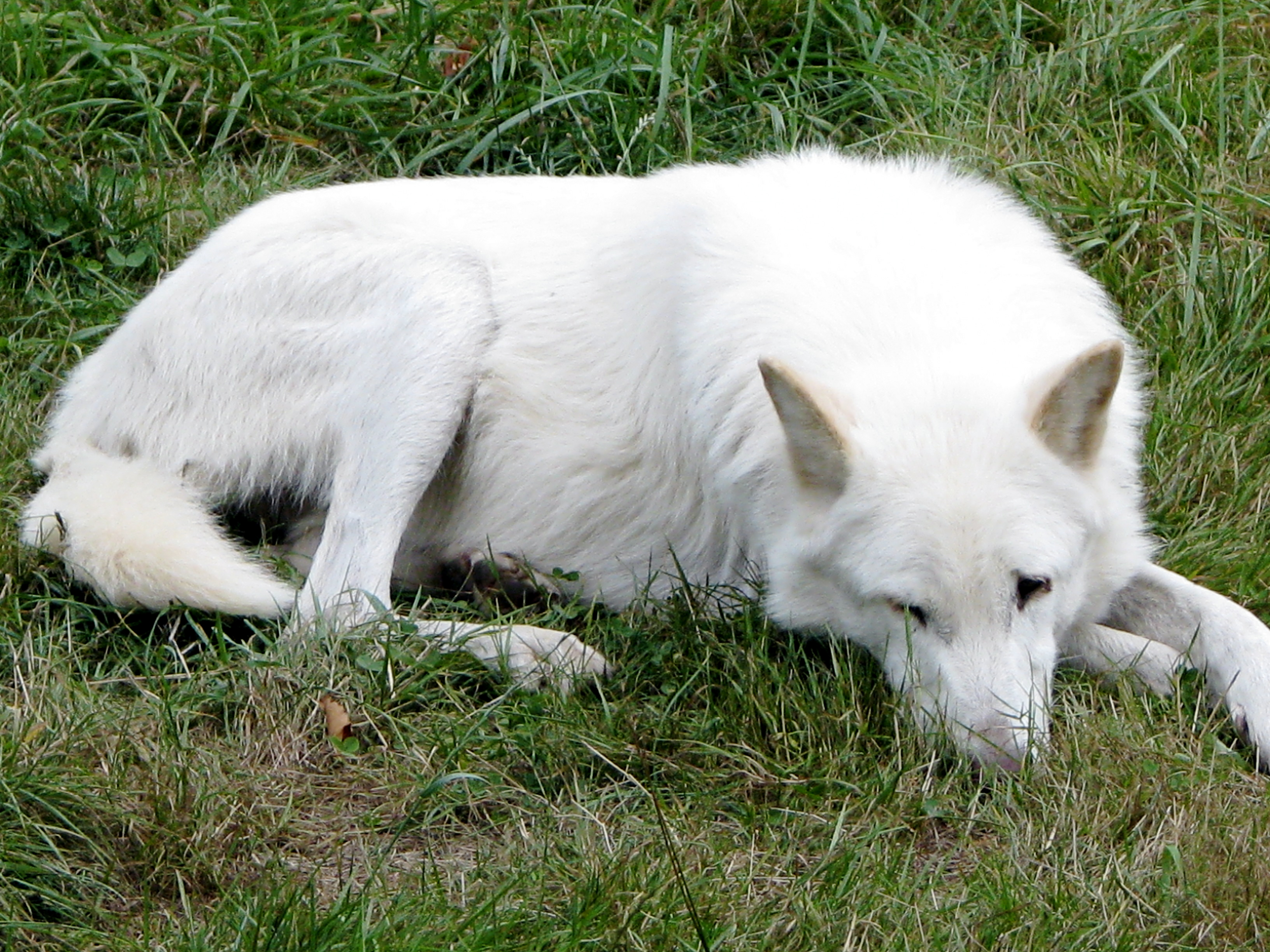
Llop de Vancouver

- †Llop de Kenai (Canis lupus alces) (Goldman, 1941)
- Canis lupus arabs (Pocock, 1934)
- Canis lupus arctos o llop àrtic (Pocock, 1935)
- Llop mexicà (Canis lupus baileyi) (Nelson i Goldman, 1929)
- †Llop de Terranova (Canis lupus beothucus) (G. M. Allen i Barbour, 1937)
- †Canis lupus bernardi (Anderson, 1943)
- Canis lupus campestris (Dwigubski, 1804).[9] Es troba al Kirguizstan.[10]
- Canis lupus chanco (Gray, 1863).[11] Mongòlia[10][12]
- †Canis lupus columbianus (Goldman, 1941)
- Llop de Vancouver (Canis lupus crassodon) (Hall, 1932)
- Dingo (Canis lupus dingo) (Meyer, 1793)
- Gos (Canis lupus familiaris) (Linnaeus, 1758)
- Canis lupus filchneri (Matschie, 1907).Gansu (la Xina)[10]
- †Canis lupus floridanus (Miller, 1912).[13][14] Estats Units: des de Maine fins a Florida[15]
- †Canis lupus fuscus (Richardson, 1839)
- †Canis lupus gregoryi (Goldman, 1937)
- †Canis lupus griseoalbus (Baird, 1858)
- †Canis lupus hattai (Kishida, 1931)
- †Canis lupus hodophilax (Temminck, 1839)
- Canis lupus hudsonicus (Goldman, 1941)
- Canis lupus irremotus (Goldman, 1937)
- Llop del Labrador (Canis lupus labradorius ) (Goldman, 1937)
- Canis lupus ligoni (Goldman, 1937)
- Canis lupus lupus (Linnaeus, 1758)
- Llop algonquí (C. l. lycaon) (Schreber, 1775)
- Canis lupus mackenzii (Anderson, 1943)
- Canis lupus manningi (Anderson, 1943)
- †Canis lupus mogollonensis (Goldman, 1937)
- †Canis lupus monstrabilis (Goldman, 1937)
- Llop de les praderies (Canis lupus nubilus ) (Say, 1823)
- Canis lupus occidentalis (Richardson, 1829)
- Canis lupus orion (Pocock, 1935)
- Canis lupus pallipes (Sykes, 1831)
- Canis lupus pambasileus (Elliot, 1905)
- Llop vermell (abans Canis lupus rufus actualment Canis rufus) (Audubon i Bachman, 1851)
- Llop d'Alaska (Canis lupus tundrarum)
- †Canis lupus youngi (Goldman, 1937)[16][17][18]
- Llop ibèric (Canis lupus signatus) (Ángel Cabrera Latorre, 1914)[19]

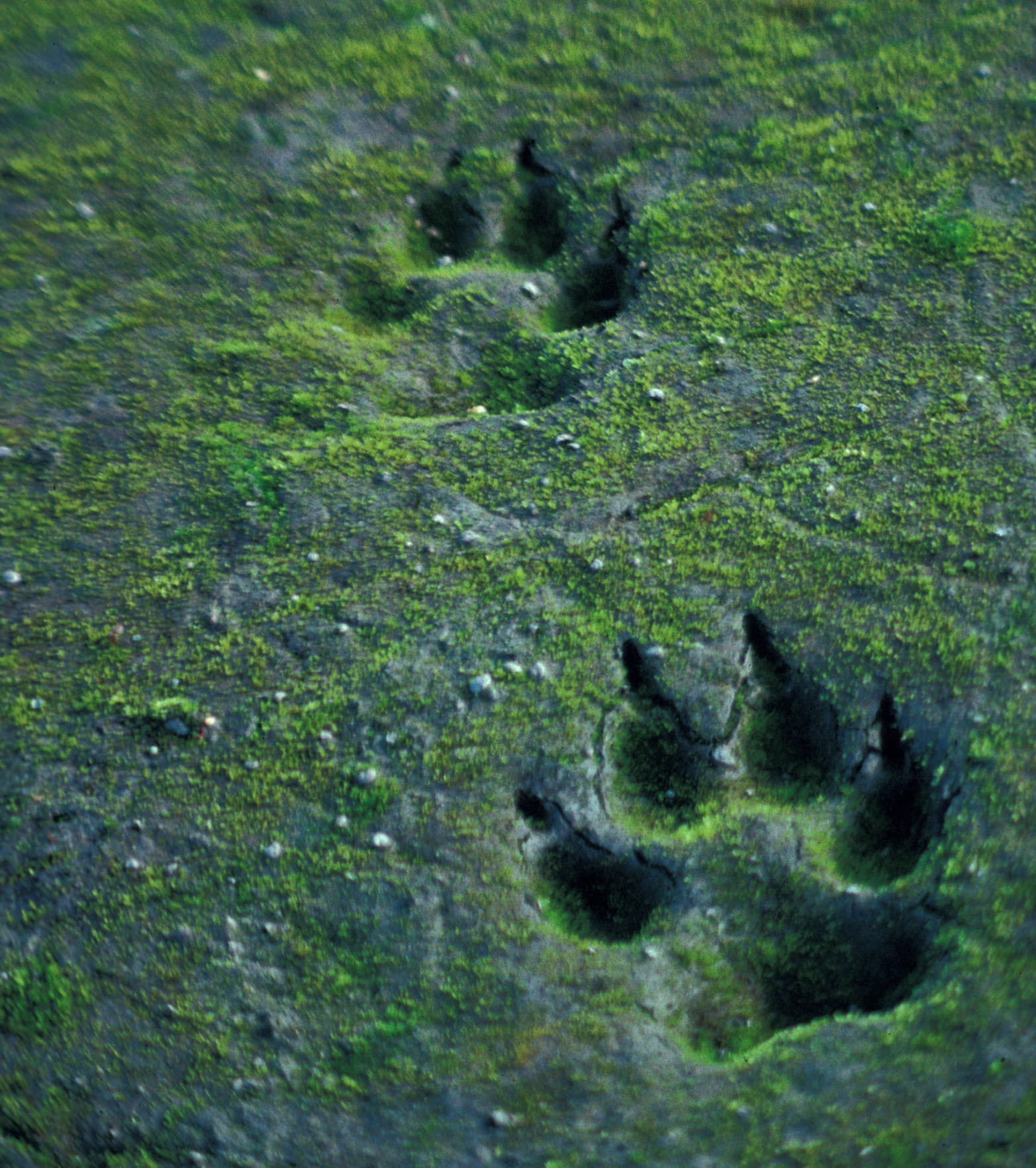
Petjades

## Aspectes culturals

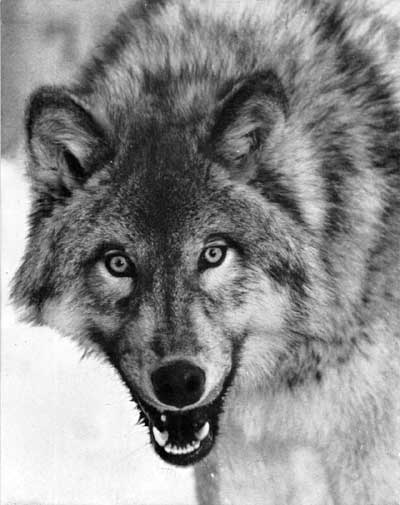
Un llop al parc de Denali

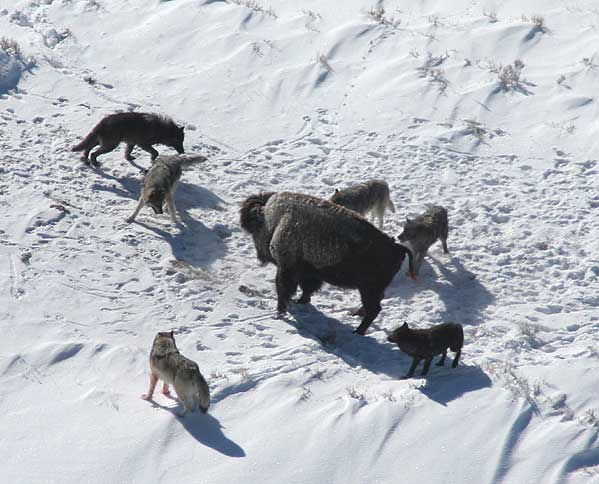
Llops assetjant un bisó

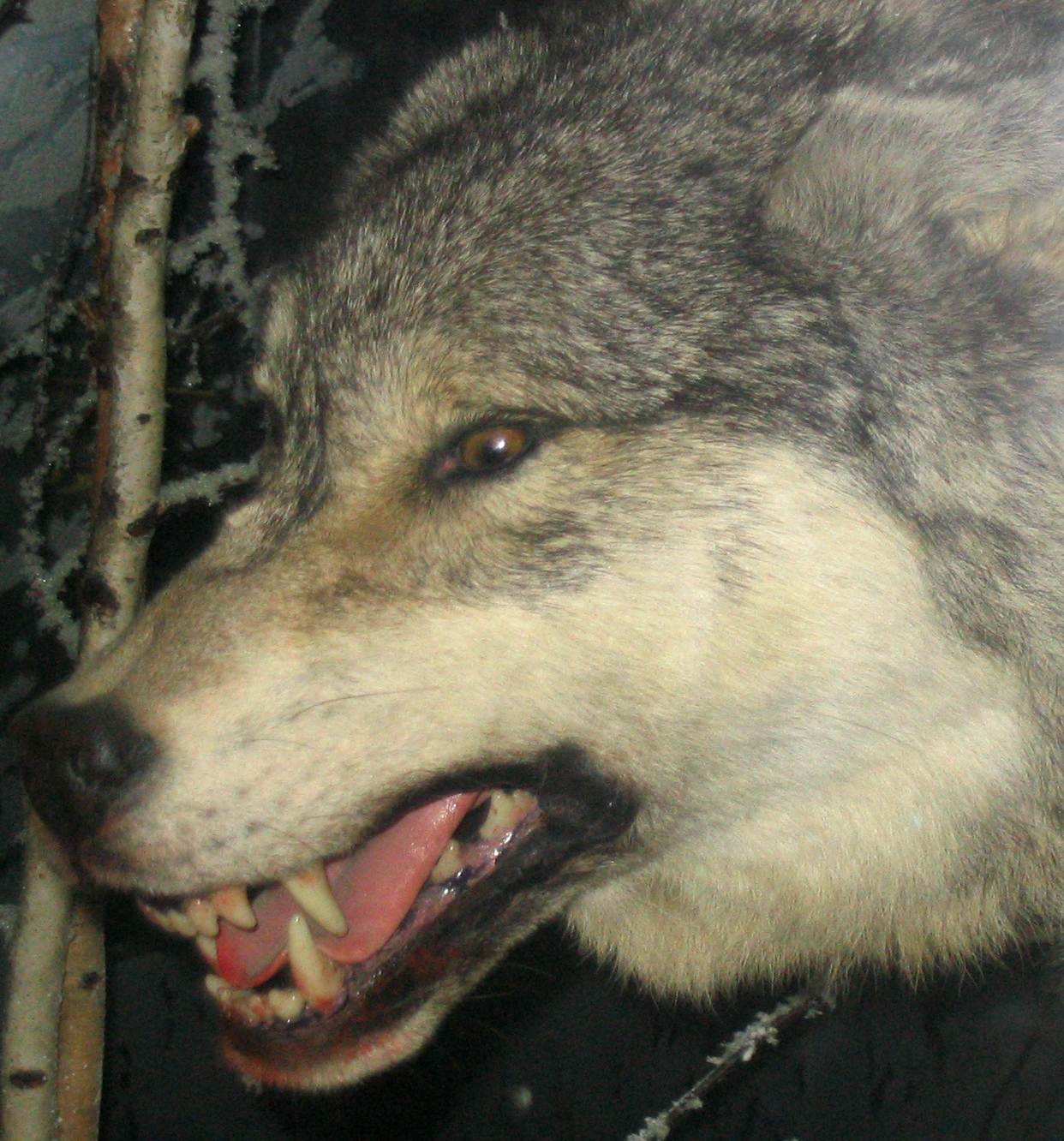
Llop dissecat ensenyant les dents

El llop i l'home llop, que n'hereta els trets bàsics, són vistos a la cultura com a arquetip de l'animal salvatge. Per aquest motiu la visió sobre aquest animal pot ser molt negativa (el llop com a monstre predador, com a símbol del perill) o molt positiva (el llop com animal noble que no es deixa domesticar, que està a prop de la natura). Per a Freud representa el desig i l'instint animal, per aquesta associació al món natural, fruit del fet que a Europa era l'animal més comú a l'antigor.
Així, el llop apareix com a enemic a molts contes populars, com La Caputxeta Vermella, Pere i el llop o Els tres porquets, entre d'altres. Molts llibres de fantasia o de literatura juvenil mantenen aquest tòpic, essent els llops aliats dels enemics com orcs, ogres, diables i altres criatures associades al bosc i a la foscor. Ja la mitologia grega mostrava el llop com a enemic, com es veu en la història de Licàon, on aquest és castigat a convertir-se en bèstia després de desafiar els déus. El Fenrir nòrdic esdevé al·legoria de la fi del món i de l'infern, incorporant els trets del gos guardià de l'Hades i parts de l'aspecte dels dracs. Les divinitats associades a la mort, en efecte, sovint van vestides amb pells de llop (a Grècia) o tenen parts del seu cos de llop (les orelles entre els etruscs). Fins i tot els déus han de fugir dels llops, com il·lustra Sköll. Els relats d'atacs de llops a poblats, magnificats, van alimentar durant segles aquesta llegenda negra, com per exemple la Bèstia de Gavaldà.
El llop en la concepció cultural vol vèncer les resistències de l'ésser humà per devorar-lo, es torna per tant un emblema de falsedat, com es veu a la frase «llop amb pell de xai», a les cites bíbliques que el titllen de fals o als paranys que intenten dur a terme els llops dels contes per apropar-se als ingenus, hereus de la faula clàssica d'Isop.
En canvi, el llop es pot mostrar com a animal noble, gairebé reial, per això apareix a nombrosos escuts d'armes o en els noms de les tribus primigènies indoeuropees, sia com a fundador mític o com a emblema. La lloba que cria Ròmul i Rem aniria en aquesta línia, que modernament s'adapta en pel·lícules com Ballant amb llops (el llop reconeix l'home blanc com a digne) o El llibre de la selva (on també cria l'heroi). El Dispater gal o el llop que instrueix Merlí són figures fundadores per als pobles d'arrel celta. Molts antropònims mantenen aquest aspecte de llop com a fundador, com el cognom homònim català, el nom castellà de Lope o el Wolfgang alemany.
L'home prehistòric volia imitar el llop en la seva organització social i sobretot en el seu succés a la caça i per aquesta causa s'invocava en ritus específics, es dibuixava a la pintura rupestre de les coves i s'ingeria una part de la seva carn per a cercar-ne la protecció. Per aquest esguard, algunes bandes del segle xx es dibuixaven llops entre la roba.
La literatura a vegades s'ha volgut ocupar del llop no com a símbol sinó com a animal, com per exemple a la tradició que lliga el «germà llop» a Francesc d'Assís o els moderns romanços de Jack London. Aquest nou interès pel llop com a protagonista es veu també reflectit en pel·lícules com Balto o les versions inverses de les històries tradicionals, on el llop apareix com a víctima del prejudicis històrics.

## Licologia
La licologia (del grec likos, ‘llop’ i logos, ‘ciència’) és la branca de la zoologia dedicada a l'estudi del llop.